# Гілян
Гілян (перс. گیلان — Gīlān чи Gilān) — один з тридцяти останів Ірану, в цілому охоплює однойменну історичну область. Знаходиться на півночі країни на південно-західному березі Каспійського моря. Географічно це смуга землі між морем та горами Ельбурса біля узбережжя рівнина, далі на південь передгір'я. Клімат субтропічний, завдяки близькості моря вологий.
Колись Гілян був вкритий густими лісами, які подекуди збереглися, але більшість рівнинних земель зайняті сільськогосподарськими угіддями. Сільське господарство досі є головним заняттям місцевого населення. Головна культура — рис.
Більшість жителів ґілакі та талиші, є також тати і азербайджанці.